# Ciclán
Se llama ciclán (del término árabe siqlab) al animal o persona que posee un único testículo. 
Las primeras referencias literarias a los ciclanes se remontan a La Ilíada de Homero, donde define a los cíclopes como "gigantes de un solo ojo y un solo testículo".
En el ciclo artúrico también existen referencias a "personas de un solo testículo", como portadores del secreto de la ubicación del Santo grial.[cita requerida]
En el pasado siglo XX circularon rumores que atribuían la condición de ciclanes a ciertos líderes fascistas.